# George Dance, o Jovem
George Dance, o Jovem (Londres, 1 de abril, 1741 – Londres, 14 de janeiro de 1825) foi um destacado arquiteto inglês e agrimensor dos séculos XVIII e XIX. O quinto e mais novo filho do arquiteto George Dance, o Velho, ele veio de uma família de arquitetos, artistas e dramaturgos. Ele foi descrito por Sir John Summerson como "um dos poucos arquitetos realmente notáveis do século", mas poucos de seus edifícios permanecem.

## Biografia

### Inícios

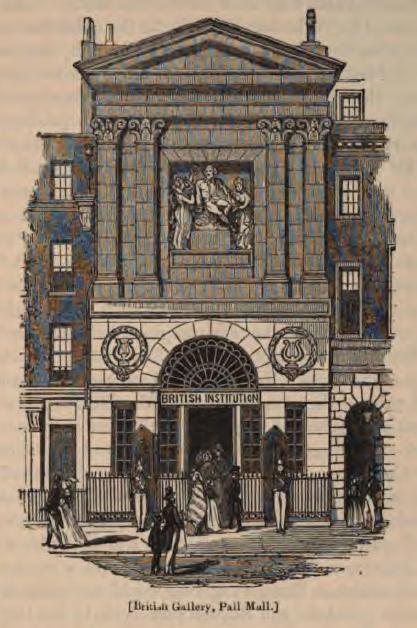
Gravado de Charles Knight do edifício da Galeria Boydell Shakespeare, do arquiteto George Dance, o Jovem, em 1851, após sua compra pela Instituição Britânica.

Foi o quinto e último filho de George Dance, o Velho, e proveniente de uma família de notáveis e destacados arquitetos, artistas e dramaturgos. George Dance, o Jovem foi aclamado pelo senhor John Summerson como um entre os escassos arquitetos verdadeiramente destacados do século, apesar, de que muito poucos de seus edifícios têm permanecido em pé. Foi educado na escola St.Paul’s School, localizada na cidade de Londres. Aos 17 anos, foi enviado a Itália para que estudasse a carreira de arquitetura, e se reuniu com seu irmão Nathaniel Dance Holland, que nesse momento estava a aprender pintura em Roma. George foi membro de uma das academias de arquitetura da Itália, e demonstrou ser um prometedor desenhista, e a maioria de seu trabalho posterior foi inspirado no artista Giovanni Battista Piranesi, que era um de seus conhecidos.

### Carreira profissional
Aos 27 anos, George herdou o cargo de agrimensor e arquiteto do área City de Londres, após a morte de seu pai em 1768. No entanto, no passado George já se tinha destacado como arquiteto com sua proposta de desenho da Ponte Blackfriars na qual enviou à exibição em 1761 da Incorporated Society of Artists.
Seu projeto mais rápido em Londres foi a reconstrução da igreja All Hallows-on-the-Wall em 1767. Posteriormente, seus trabalhos públicos de maior envergadura foram a reconstrução da prisão, Newgate Prison em 1770 e a fachada do edifício Guildhall em Londres. Entre outras de suas obras estão a igreja St. Bartholomew-the-Less (1797). Na cidade de Bath, esteve envolvido no desenho do teatro Teatro Royal, que foi construído por John Palmer no período de 1804-05. Um de seus alunos foi o senhor John Soane.
A maioria de seus edifícios têm sido demolidos, incluindo o Royal College of Surgeons, a; Prisão Newgate, o hospital São Lucas para lunáticos, a Galeria Boydell Shakespeare em Pall Mall, a biblioteca Landsowne House, as residências Ashburnham Place e Stratton Park (ainda se mantém um pórtico de estilo toscano), o conselho da câmara dos comuns e a corte do Moço de câmara no edifício Guildhall.
Juntamente com seu irmão Nathaniel, foi um membro fundador da instituição artística Royal Academy em 1768, e o segundo professor de arquitetura de dito estabelecido durante o período de 1798 a 1805. Durante alguns anos foi considerado como um dos últimos sobreviventes dos 40 acadêmicos fundadores. Nos últimos anos de sua vida dedicou-os à arte exclusivamente ao invés de atividades relacionadas com a arquitetura, e após 1798 suas contribuições à academia unicamente consistiam em retratos de carvão vegetal de seus amigos, 72 dos quais foram gravados e publicados em 1808-1814. Muitos destes retratos está na galeria de retratos National Portrait Gallery. George Dance, o Jovem renunciou a seu cargo em 1815 e faleceu em 1825 por causa de uma doença. Foi enterrado na Catedral de São Paulo em Londres.

## Galeria de obras arquitetônicas

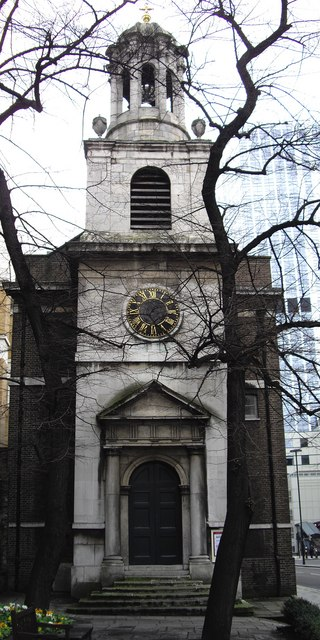
Frente oeste de All Hallows Church, Londres
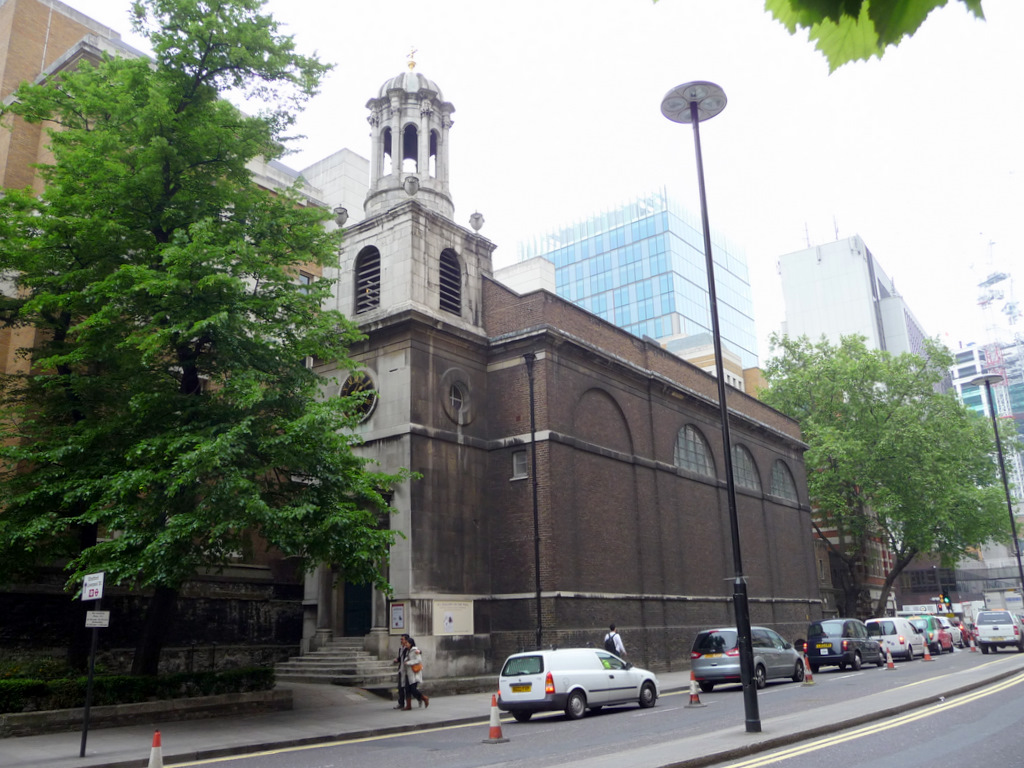
All Hallows-on-the-Wall, Londres
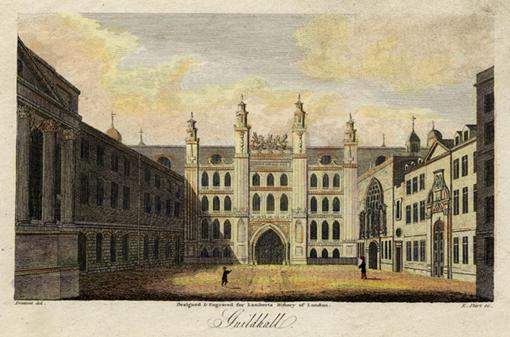
Londres Guildhall, c. 1805
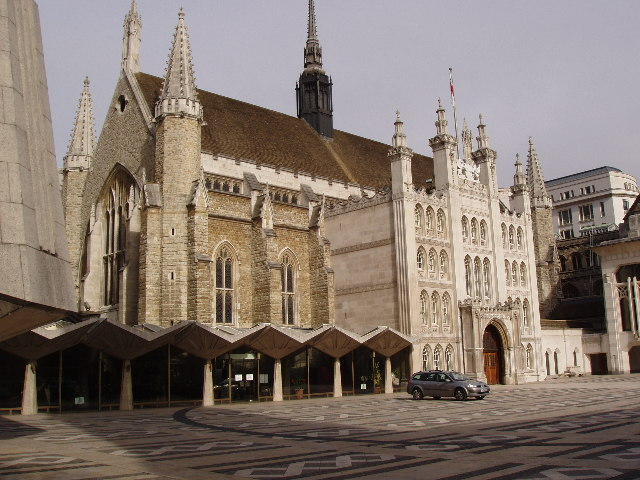
City of London Guildhall, fachada do Dance à direita
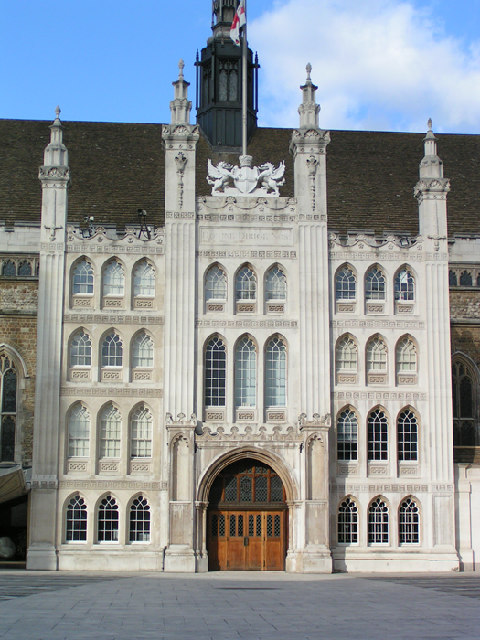
City of London Guildhall
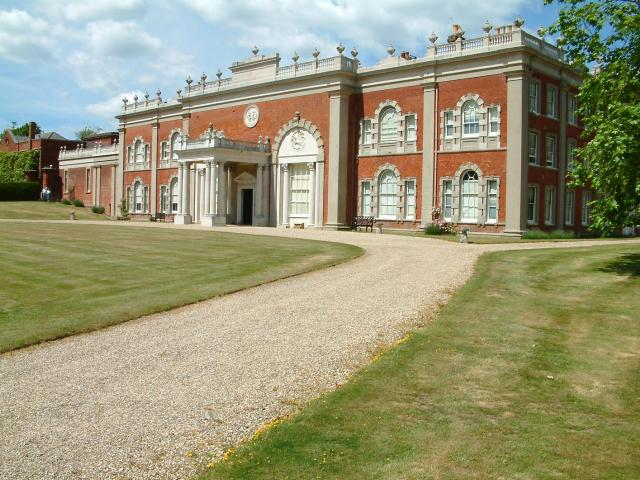
Cranbury House, Hampshire
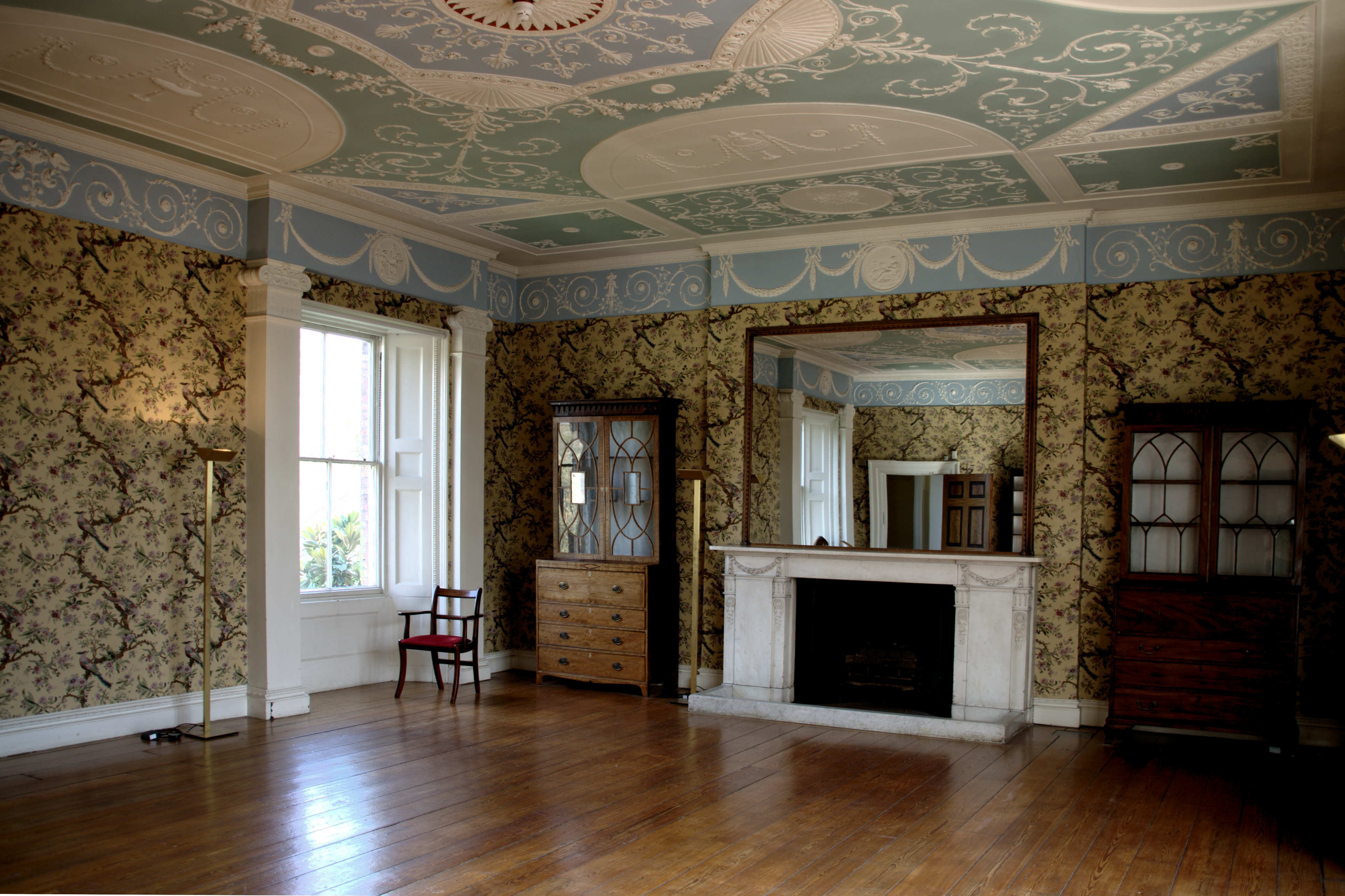
Sala de estar em Pitzhanger, Ealing
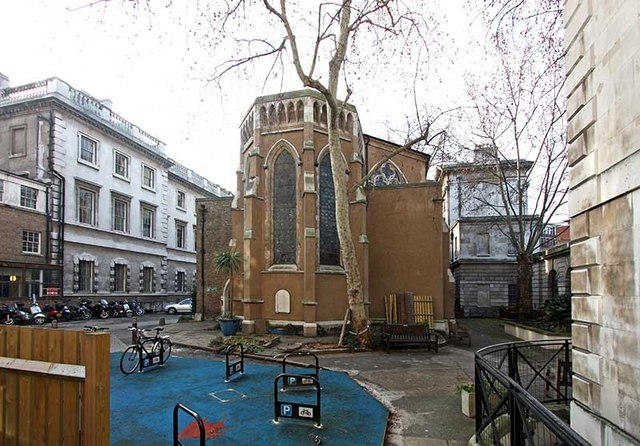
St Bartholomew the Less Church no Barts Hospital, Londres
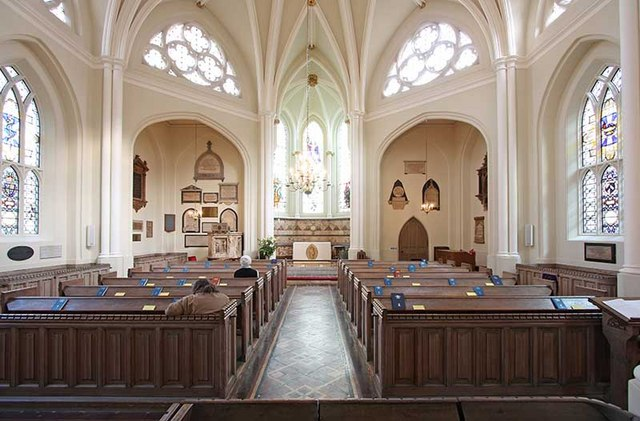
São Bartolomeu, o Menor, West Smithfield, Londres
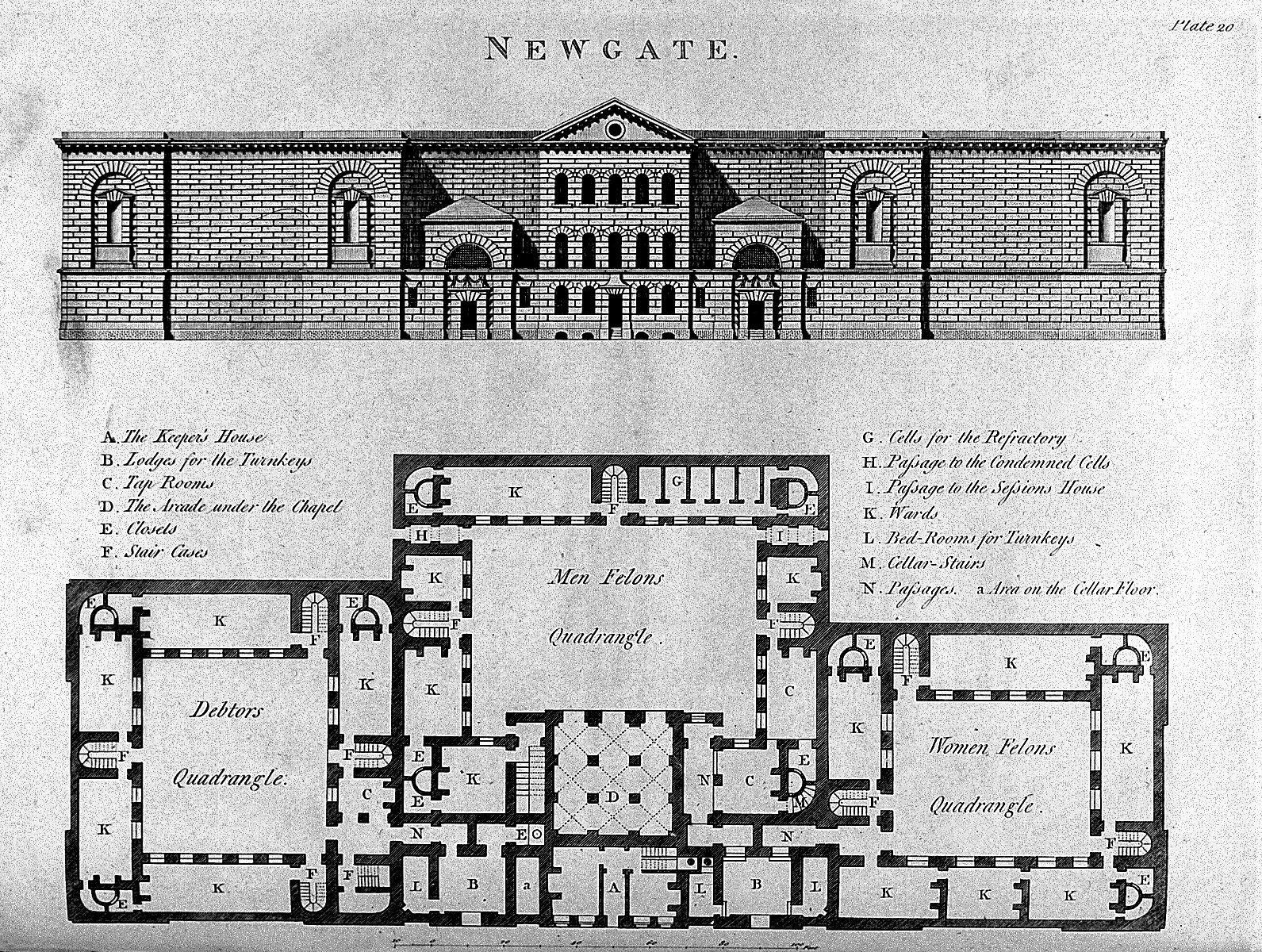
Newgate Gaol, Londres, demolida
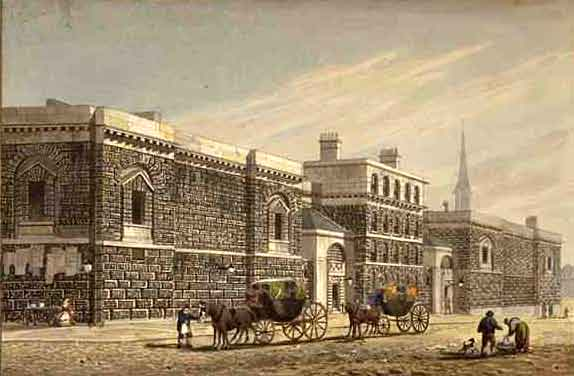
Newgate Gaol, Londres, demolida
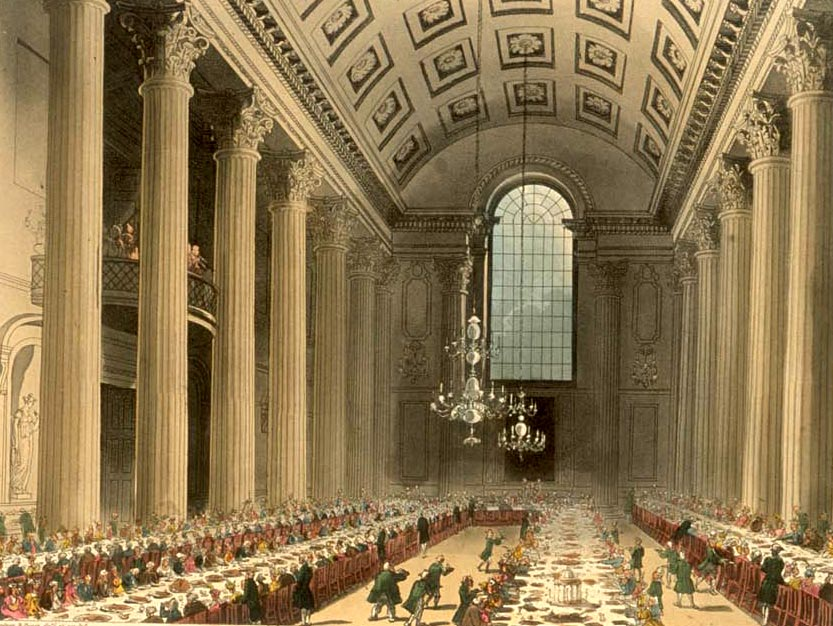
Teto do Salão Egípcio de Dance na Mansion House, Londres
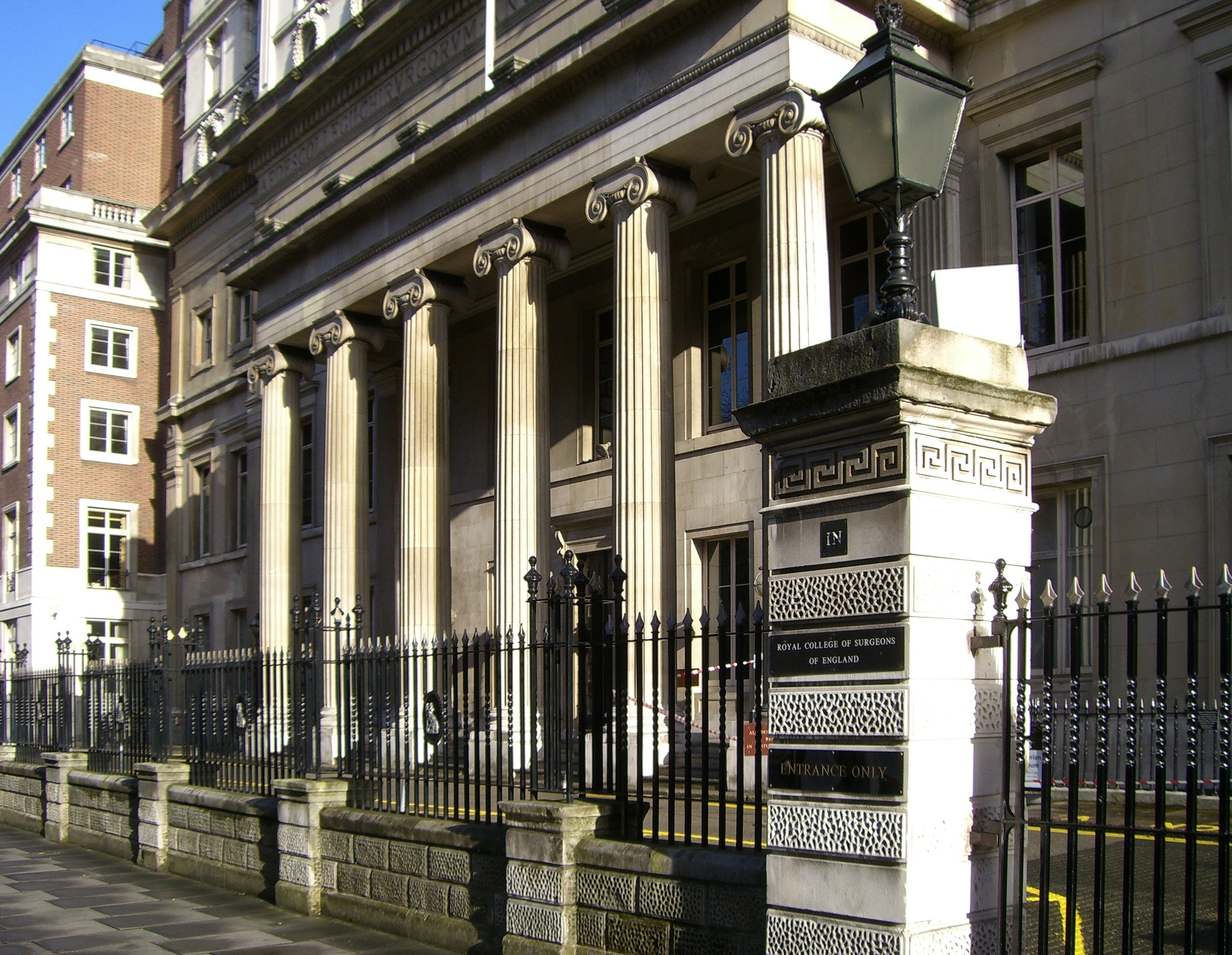
Pórtico do Royal College of Surgeons no Lincoln's Inn Fields, Londres
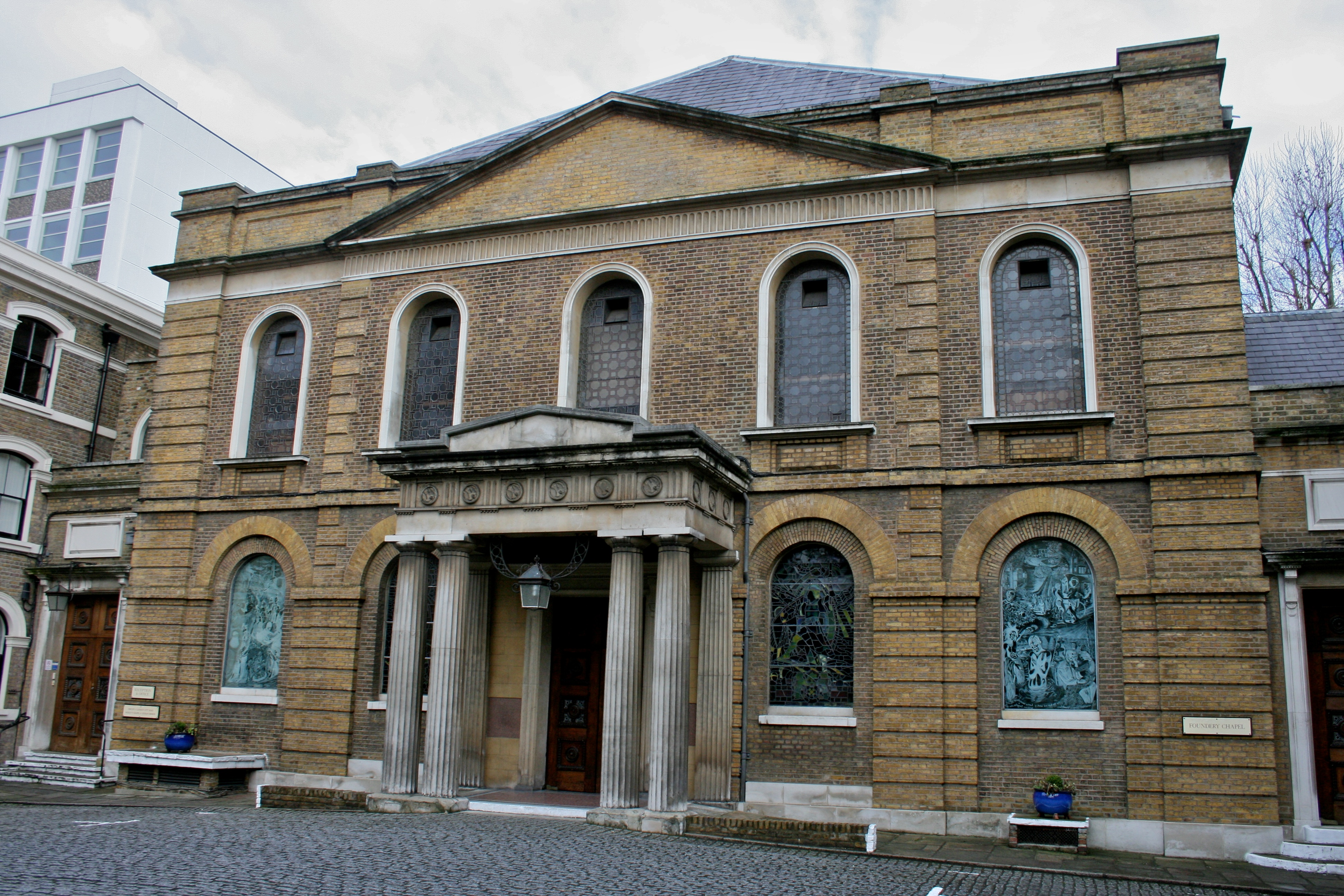
Capela de Wesley, Londres
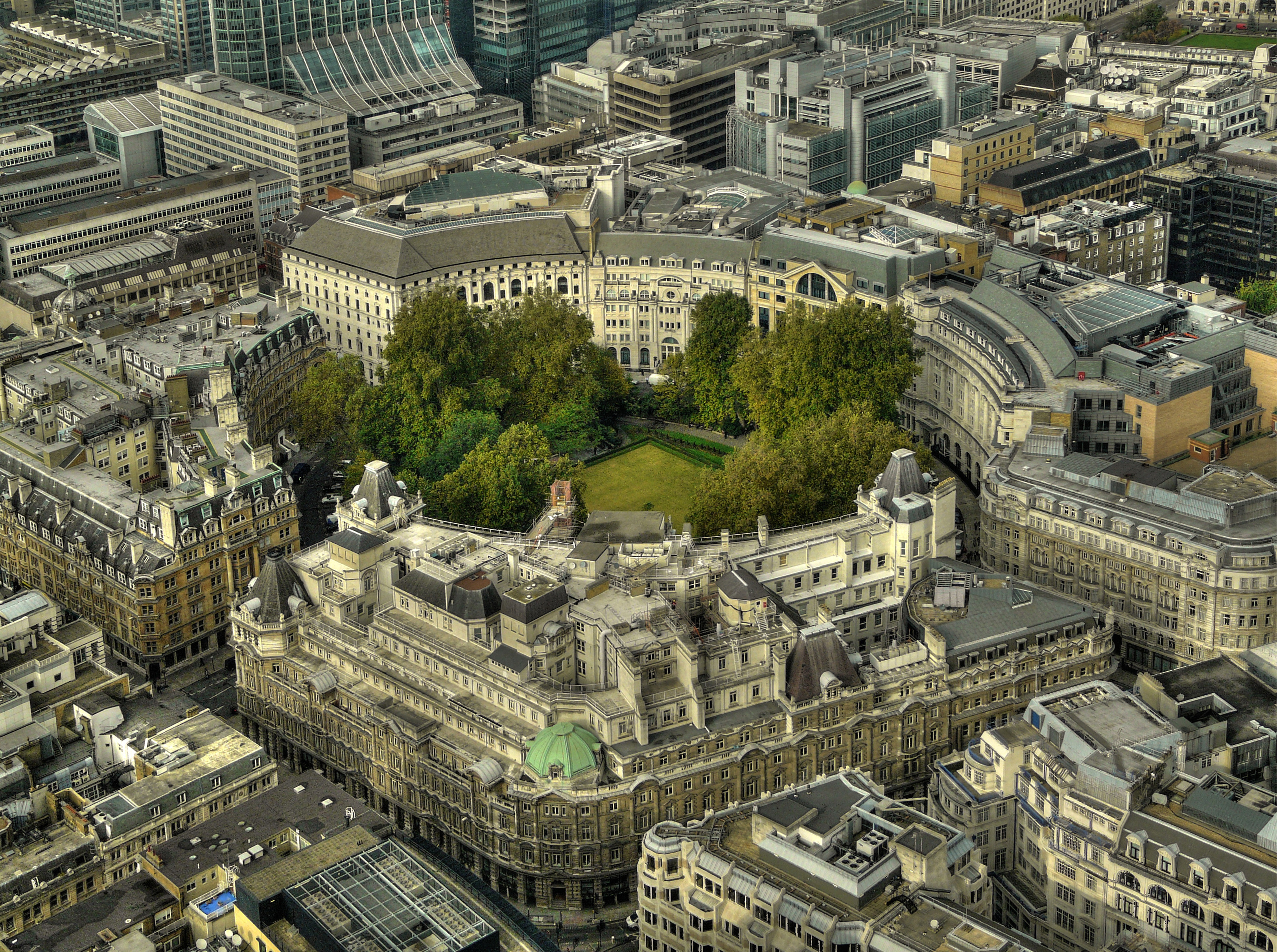
Layout do Finsbury Circus, todas as casas de Dance agora sendo substituídas por escritórios
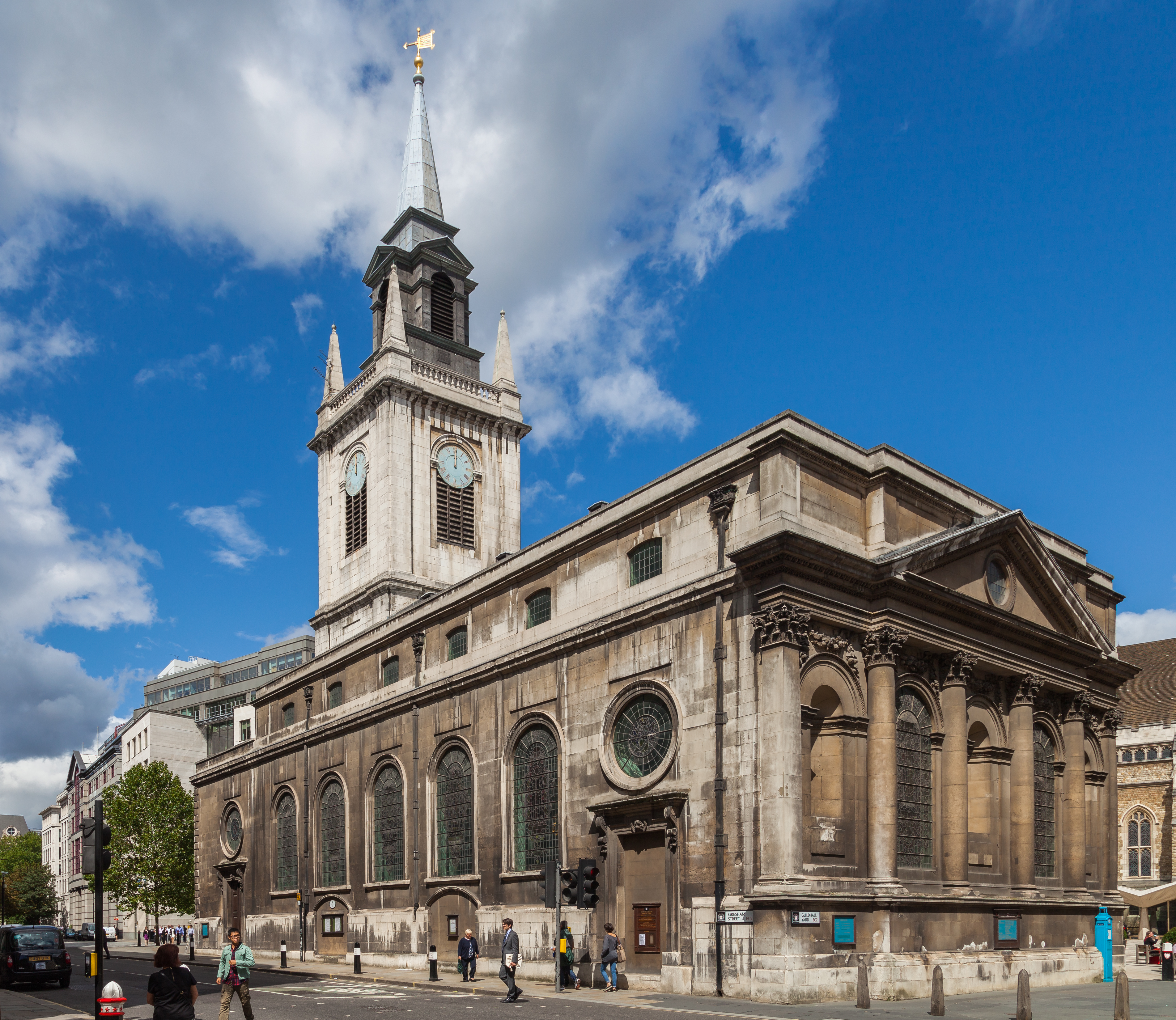
St Lawrence Jewry Church, perto de Guildhal